# Nicolas Faret
Nicolas Faret (Bourg-en-Bresse, 1596 aproximadamente-París, 8 de septiembre de 1646) fue un político, escritor y poeta francés.
Hijo de un modesto zapatero de origen italiano, estudió en un colegio parisino de jesuitas y regresó a Bourg donde ejerció la profesión de abogado. Decidido a tentar la suerte de las letras en París, involucrándose con los escritores Claude Favre de Vaugelas, Marc-Antoine Girard de Saint-Amant y fue alumno de Coëffeteau, al cual dedicó en 1621 la traducción del Breviarium ab Urbe condita de Eutropio. De ese mismo año es también l'"Histoire chronologique des Ottomans" (La Historia cronológica de los otomanos).
En sus Recueil de lettres nouvelles premisas de una carta que dedica al Cardenal Richelieu. Se convirtió en secretario de Henri de Lorraine, conde de Harcourt, un noble casi arruinado por el juego, lo siguió en sus campañas militares, dedicándole en 1623 el tratado Des vertus nécessaires à un prince pour bien gouverner ses sujets (Virtudes necesarias para un príncipe para gobernar bien a sus súbditos).
También escribió una Histoire de René, second roi de Sicile et duc de Lorraine, nunca publicada y, en 1630, l' Honnête Homme ou l'art de plaire à la Cour (El Hombre honesto o el arte de agradar al Tribunal de Justicia). En las reuniones con los otros literatos, Faret lanzó la idea de fundar un círculo literario. Boisrobert le habló al cardenal Richelieu que diseñó la idea de una Academia controlada por el gobierno: nace así la Academia francesa y Faret fue el noveno miembro. A Richelieu también le dedicó una oda, Pour Monseigneur le Cardinal de Richelieu (Para Monseñor, el cardenal de Richelieu), que está considerada como una de sus mejores obras.
Hoy está casi olvidado o más bien, se le recuerda más por un verso de Nicolás Boileau que lo cita: «se ve, con Faret, desgarrar de sus versos los muros de un cabaret».